# John Russell, 7. Earl Russell

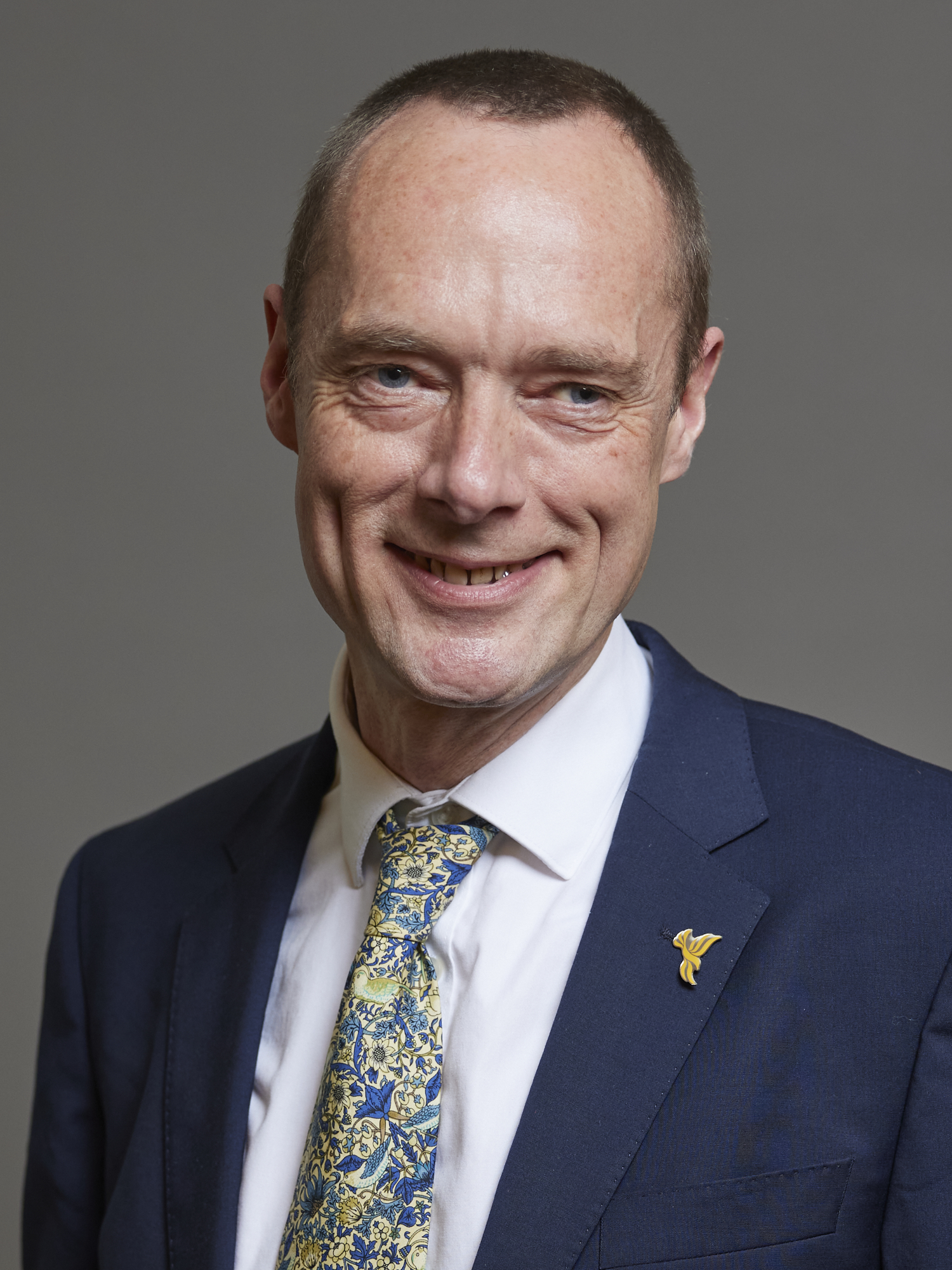
John Russell, 7. Earl Russell, 2023

John Francis Russell, 7. Earl Russell (* 19. November 1971), ist ein britischer Peer und Politiker (Liberal Democrats).
Er ist der jüngere Sohn von Conrad Russell, 5. Earl Russell und Elizabeth Sanders. Er besuchte die William Ellis School in Camden, London. 
Beim Tod seines kinderlosen älteren Bruders Nicholas Russell, 6. Earl Russell, erbte er 2013 dessen britische Adelstitel als 7. Earl Russell und 7. Viscount Amberley.
Bei der Britischen Unterhauswahl 2017 kandidierte er für die Liberal Democrats im Wahlkreis Lewisham West and Penge um einen Sitz im House of Commons, unterlag aber gegen den Kandidaten der Labour Party. Bei der Nachwahl für den ausgeschiedenen Lucius Cary, 15. Viscount Falkland, wurde er im Juni 2023 ins House of Lords gewählt.